# Itylos endymion
Itylos endymion är en fjärilsart som beskrevs av Blanchard 1852. Itylos endymion ingår i släktet Itylos och familjen juvelvingar. Inga underarter finns listade i Catalogue of Life.